# Mannschaftskader der spanischen Mannschaftsmeisterschaft im Schach 1988
Die Liste der Mannschaftskader der spanischen Mannschaftsmeisterschaft im Schach 1988 enthält alle Spieler, die in der spanischen Mannschaftsmeisterschaft im Schach 1988 mindestens eine Partie spielten, mit ihren Einzelergebnissen.

## Allgemeines
Während fünf Vereine in allen Wettkämpfen die gleichen vier Spieler einsetzten, spielten bei vier Vereinen je sieben Spieler mindestens eine Partie. Insgesamt kamen 128 Spieler zum Einsatz, von denen 51 an allen Wettkämpfen teilnahmen.
Punktbeste Spieler waren Alfonso Romero Holmes (UGA Barcelona) und Alfredo Brito García (Centro Goya Las Palmas) mit je 7,5 Punkten aus 8 Partien, José García Padrón (CA La Caja de Canarias) erreichte 7 Punkte aus 8 Partien. Mit Antonio Lisarri Tomás (CA Casco Antiguo Navarra), Federico Sotillo Ramos (Club 24 Madrid) und Inmaculada Rodríguez Aguilar (Peña Oromana Alcalá de Guadaira) erreichten drei Spieler 100 %, diese spielten je eine Partie.

## Legende
Die nachstehenden Tabellen enthalten folgende Informationen:
- Nr.: Ranglistennummer
- Titel: FIDE-Titel; GM = Großmeister, IM = Internationaler Meister, FM = FIDE-Meister, WIM = Internationale Meisterin der Frauen
- Land: Verbandszugehörigkeit gemäß Elo-Liste von Juli 1988; CHI = Chile, ESP = Spanien, PAR = Paraguay, PER = Peru, SWE = Schweden
- Elo: Elo-Zahl in der Elo-Liste von Juli 1988
- G: Anzahl Gewinnpartien
- R: Anzahl Remispartien
- V: Anzahl Verlustpartien
- Pkt.: Anzahl der erreichten Punkte
- Partien: Anzahl der gespielten Partien

## CA La Caja de Canarias
| Nr. | Titel | Name                      | Land | Elo  | G | R | V | Pkt. | Partien |
| --- | ----- | ------------------------- | ---- | ---- | - | - | - | ---- | ------- |
| 1   | GM    | Iván Morovic              | CHI  | 2545 | 5 | 2 | 1 | 6    | 8       |
| 2   | GM    | Miguel Illescas Córdoba   | ESP  | 2510 | 4 | 3 | 1 | 5,5  | 8       |
| 3   | IM    | José García Padrón        | ESP  | 2420 | 6 | 2 | 0 | 7    | 8       |
| 4   |       | Juan Pedro Domínguez Sanz | ESP  | 2285 | 3 | 0 | 3 | 3    | 6       |
| 5   |       | Ángel Fernández Fernández | ESP  | 2245 | 0 | 0 | 1 | 0    | 1       |
| 6   |       | Octavio Pérez Montesdeoca | ESP  |      | 0 | 0 | 1 | 0    | 1       |

## RC Labradores Sevilla
| Nr. | Titel | Name                           | Land | Elo  | G | R | V | Pkt. | Partien |
| --- | ----- | ------------------------------ | ---- | ---- | - | - | - | ---- | ------- |
| 1   | IM    | Juan Mario Gómez Esteban       | ESP  | 2435 | 3 | 4 | 1 | 5    | 8       |
| 2   | IM    | Jonny Hector                   | SWE  | 2435 | 5 | 0 | 3 | 5    | 8       |
| 3   | FM    | Ernesto Palacios de la Prida   | ESP  | 2270 | 5 | 2 | 1 | 6    | 8       |
| 4   | FM    | Juan Carlos Rodríguez Talavera | ESP  | 2420 | 4 | 2 | 2 | 5    | 8       |

## CE Vulcà Barcelona
| Nr. | Titel | Name                     | Land | Elo  | G | R | V | Pkt. | Partien |
| --- | ----- | ------------------------ | ---- | ---- | - | - | - | ---- | ------- |
| 1   | GM    | Orestes Rodríguez Vargas | PER  | 2445 | 4 | 3 | 1 | 5,5  | 8       |
| 2   | GM    | Juan Manuel Bellón López | ESP  | 2450 | 4 | 2 | 2 | 5    | 8       |
| 3   | IM    | Ángel Martín González    | ESP  | 2385 | 3 | 2 | 3 | 4    | 8       |
| 4   | FM    | Enrique Fernández Aguado | ESP  | 2335 | 6 | 0 | 2 | 6    | 8       |

## UGA Barcelona
| Nr. | Titel | Name                               | Land | Elo  | G | R | V | Pkt. | Partien |
| --- | ----- | ---------------------------------- | ---- | ---- | - | - | - | ---- | ------- |
| 1   | IM    | Francisco Javier Ochoa de Echagüen | ESP  | 2450 | 3 | 1 | 3 | 3,5  | 7       |
| 2   | IM    | Alfonso Romero Holmes              | ESP  | 2415 | 7 | 1 | 0 | 7,5  | 8       |
| 3   | IM    | Jesús María de la Villa García     | ESP  | 2440 | 3 | 2 | 2 | 4    | 7       |
| 4   | FM    | Alejandro Bofill Mas               | ESP  | 2415 | 3 | 2 | 2 | 4    | 7       |
| 5   | FM    | José Manuel Gil González           | ESP  | 2335 | 1 | 1 | 1 | 1,5  | 3       |

## CA Centelles
| Nr. | Titel | Name                    | Land | Elo  | G | R | V | Pkt. | Partien |
| --- | ----- | ----------------------- | ---- | ---- | - | - | - | ---- | ------- |
| 1   | GM    | Manuel Rivas Pastor     | ESP  | 2505 | 2 | 4 | 2 | 4    | 8       |
| 2   | IM    | Javier Campos Moreno    | CHI  | 2430 | 3 | 4 | 1 | 5    | 8       |
| 3   | IM    | Jordi Magem Badals      | ESP  | 2410 | 2 | 5 | 1 | 4,5  | 8       |
| 4   | IM    | Juan Carlos Gil Reguera | ESP  | 2400 | 5 | 1 | 2 | 5,5  | 8       |

## Centro Goya Las Palmas
| Nr. | Titel | Name                     | Land | Elo  | G | R | V | Pkt. | Partien |
| --- | ----- | ------------------------ | ---- | ---- | - | - | - | ---- | ------- |
| 1   | IM    | Zenón Franco Ocampos     | PAR  | 2475 | 3 | 2 | 3 | 4    | 8       |
| 2   | IM    | José Miguel Fraguela Gil | ESP  | 2295 | 3 | 2 | 3 | 4    | 8       |
| 3   |       | Ernesto Solana Suárez    | ESP  | 2290 | 1 | 4 | 3 | 3    | 8       |
| 4   |       | Alfredo Brito García     | ESP  | 2350 | 7 | 1 | 0 | 7,5  | 8       |

## CA Caja Alicante
| Nr. | Titel | Name                   | Land | Elo  | G | R | V | Pkt. | Partien |
| --- | ----- | ---------------------- | ---- | ---- | - | - | - | ---- | ------- |
| 1   | IM    | Pia Cramling           | SWE  | 2425 | 5 | 2 | 1 | 6    | 8       |
| 2   |       | Luis Bevia Martínez    | ESP  | 2290 | 3 | 1 | 4 | 3,5  | 8       |
| 3   |       | Juan José Lloret Ramis | ESP  | 2205 | 3 | 3 | 2 | 4,5  | 8       |
| 4   |       | Nazario Gómez Deltell  | ESP  |      | 3 | 2 | 2 | 4    | 7       |
| 5   |       | Antonio García Gorgojo | ESP  |      | 0 | 0 | 1 | 0    | 1       |

## Club 24 Madrid
| Nr. | Titel | Name                        | Land | Elo  | G | R | V | Pkt. | Partien |
| --- | ----- | --------------------------- | ---- | ---- | - | - | - | ---- | ------- |
| 1   | FM    | Pablo San Segundo Carrillo  | ESP  | 2365 | 4 | 3 | 1 | 5,5  | 8       |
| 2   |       | Pablo Díaz Carvajales       | ESP  |      | 1 | 1 | 0 | 1,5  | 2       |
| 3   | WIM   | Nieves García Vicente       | ESP  | 2230 | 0 | 3 | 4 | 1,5  | 7       |
| 4   |       | Jesús García Callejo        | ESP  |      | 1 | 1 | 1 | 1,5  | 3       |
| 5   |       | Victor Casado Izquierdo     | ESP  |      | 4 | 1 | 3 | 4,5  | 8       |
| 6   |       | Federico Sotillo Ramos      | ESP  |      | 1 | 0 | 0 | 1    | 1       |
| 7   |       | Carlos San Segundo Carrillo | ESP  |      | 0 | 0 | 3 | 0    | 3       |

## Stadium Casablanca Zaragoza S.d.A.
| Nr. | Titel | Name                                    | Land | Elo  | G | R | V | Pkt. | Partien |
| --- | ----- | --------------------------------------- | ---- | ---- | - | - | - | ---- | ------- |
| 1   |       | Rafael Colás Longares                   | ESP  | 2265 | 3 | 2 | 3 | 4    | 8       |
| 2   |       | Félix Fernández López                   | ESP  |      | 1 | 1 | 2 | 1,5  | 4       |
| 3   |       | Ramón De la Rocha Prieto                | ESP  |      | 3 | 2 | 3 | 4    | 8       |
| 4   |       | Avelino Antoñano Fernández de Quincoces | ESP  |      | 5 | 1 | 2 | 5,5  | 8       |
| 5   |       | José María Calvo Mayayo                 | ESP  |      | 2 | 0 | 2 | 2    | 4       |

## Marlaxka XE
| Nr. | Titel | Name                       | Land | Elo  | G | R | V | Pkt. | Partien |
| --- | ----- | -------------------------- | ---- | ---- | - | - | - | ---- | ------- |
| 1   | IM    | Francisco Gallego Eraso    | ESP  | 2405 | 4 | 2 | 2 | 5    | 8       |
| 2   |       | Juan Ignacio Alonso Arburu | ESP  |      | 3 | 3 | 2 | 4,5  | 8       |
| 3   | FM    | Leontxo García Olasagasti  | ESP  | 2295 | 3 | 3 | 2 | 4,5  | 8       |
| 4   |       | Aitor Bastida Rementería   | ESP  |      | 1 | 3 | 4 | 2,5  | 8       |

## C Penya d’Escacs Cerdanyola
| Nr. | Titel | Name                     | Land | Elo  | G | R | V | Pkt. | Partien |
| --- | ----- | ------------------------ | ---- | ---- | - | - | - | ---- | ------- |
| 1   |       | Jordi Estrella Vidiella  | ESP  | 2315 | 2 | 4 | 2 | 4    | 8       |
| 2   |       | Antonio Ayas Fernández   | ESP  |      | 3 | 3 | 2 | 4,5  | 8       |
| 3   |       | Miguel Cueto Faus        | ESP  |      | 1 | 5 | 2 | 3,5  | 8       |
| 4   |       | Gabriel Castellet Giralt | ESP  |      | 0 | 0 | 3 | 0    | 3       |
| 5   |       | José Juan Rubio Tapia    | ESP  |      | 4 | 0 | 1 | 4    | 5       |

## CA Ensidesa Avilés
| Nr. | Titel | Name                                  | Land | Elo | G | R | V | Pkt. | Partien |
| --- | ----- | ------------------------------------- | ---- | --- | - | - | - | ---- | ------- |
| 1   |       | Julio Rodríguez Uria                  | ESP  |     | 0 | 0 | 1 | 0    | 1       |
| 2   |       | Francisco Javier San Claudio González | ESP  |     | 2 | 3 | 3 | 3,5  | 8       |
| 3   |       | David Roiz Baztán                     | ESP  |     | 3 | 4 | 1 | 5    | 8       |
| 4   |       | Santiago Arias Rodríguez              | ESP  |     | 1 | 2 | 4 | 2    | 7       |
| 5   |       | Juan Manuel Álvarez Arandia           | ESP  |     | 3 | 2 | 1 | 4    | 6       |
| 6   |       | Julio Bernal Tinajero                 | ESP  |     | 1 | 0 | 1 | 1    | 2       |

## Peña Oromana Alcalá de Guadaira
| Nr. | Titel | Name                         | Land | Elo  | G | R | V | Pkt. | Partien |
| --- | ----- | ---------------------------- | ---- | ---- | - | - | - | ---- | ------- |
| 1   |       | Fernando Vega Holm           | ESP  |      | 1 | 2 | 4 | 2    | 7       |
| 2   |       | José Hervas Ruiz             | ESP  | 2355 | 1 | 1 | 0 | 1,5  | 2       |
| 3   |       | Arsenio Rico Galiano         | ESP  |      | 3 | 2 | 2 | 4    | 7       |
| 4   |       | Antonio Nuevo Pérez          | ESP  |      | 3 | 0 | 4 | 3    | 7       |
| 5   |       | Manuel José Reales Murto     | ESP  |      | 3 | 2 | 2 | 4    | 7       |
| 6   |       | Fernando Alcaide Gómez       | ESP  |      | 0 | 0 | 1 | 0    | 1       |
| 7   |       | Inmaculada Rodríguez Aguilar | ESP  |      | 1 | 0 | 0 | 1    | 1       |

## RC Regatas Santander
| Nr. | Titel | Name                       | Land | Elo | G | R | V | Pkt. | Partien |
| --- | ----- | -------------------------- | ---- | --- | - | - | - | ---- | ------- |
| 1   |       | Luis Javier Bernal Moro    | ESP  |     | 1 | 3 | 3 | 2,5  | 7       |
| 2   |       | Julio Velasco González     | ESP  |     | 2 | 2 | 1 | 3    | 5       |
| 3   |       | Miguel Rivera Domenech     | ESP  |     | 3 | 2 | 2 | 4    | 7       |
| 4   |       | Alejandro Ruiz Gómez       | ESP  |     | 3 | 2 | 2 | 4    | 7       |
| 5   |       | Fernando Ceballos Lantero  | ESP  |     | 1 | 1 | 1 | 1,5  | 3       |
| 6   |       | Julián López Sanjuan       | ESP  |     | 1 | 0 | 1 | 1    | 2       |
| 7   |       | Carlos Rodríguez Amezqueta | ESP  |     | 0 | 0 | 1 | 0    | 1       |

## Universidad Nacional de Educación a Distancia
| Nr. | Titel | Name                          | Land | Elo  | G | R | V | Pkt. | Partien |
| --- | ----- | ----------------------------- | ---- | ---- | - | - | - | ---- | ------- |
| 1   |       | José Luis Cecilia Ortiz       | ESP  | 2270 | 0 | 0 | 2 | 0    | 2       |
| 2   |       | Jorge Juan Calvo Cantero      | ESP  |      | 1 | 1 | 2 | 1,5  | 4       |
| 3   |       | Jesús María Del Barrio Gómez  | ESP  |      | 3 | 5 | 0 | 5,5  | 8       |
| 4   |       | Miguel Ángel Castillo Sanz    | ESP  |      | 3 | 3 | 2 | 4,5  | 8       |
| 5   |       | Miguel García-Cortes Loriente | ESP  |      | 0 | 1 | 0 | 0,5  | 1       |
| 6   |       | Santiago De la Cruz Montero   | ESP  |      | 2 | 3 | 1 | 3,5  | 6       |
| 7   |       | Juan Carlos García Pérez      | ESP  |      | 0 | 3 | 0 | 1,5  | 3       |

## CA Polerio Menorca
| Nr. | Titel | Name                       | Land | Elo | G | R | V | Pkt. | Partien |
| --- | ----- | -------------------------- | ---- | --- | - | - | - | ---- | ------- |
| 1   |       | Juan Planas Gene           | ESP  |     | 1 | 5 | 1 | 3,5  | 7       |
| 2   |       | Cosme Brull Mayol          | ESP  |     | 2 | 4 | 2 | 4    | 8       |
| 3   |       | José María Riera Florensa  | ESP  |     | 1 | 3 | 3 | 2,5  | 7       |
| 4   |       | Juan Ramón Galiana Salom   | ESP  |     | 3 | 1 | 3 | 3,5  | 7       |
| 5   |       | Antonio Amengual Martorell | ESP  |     | 0 | 2 | 1 | 1    | 3       |

## Club Calahorrano de Ajedrez
| Nr. | Titel | Name                          | Land | Elo | G | R | V | Pkt. | Partien |
| --- | ----- | ----------------------------- | ---- | --- | - | - | - | ---- | ------- |
| 1   |       | Arturo Díaz Sanz              | ESP  |     | 4 | 4 | 0 | 6    | 8       |
| 2   |       | Francisco Javier Toledo López | ESP  |     | 1 | 4 | 3 | 3    | 8       |
| 3   |       | Juan Carlos Pérez Ramos       | ESP  |     | 2 | 2 | 3 | 3    | 7       |
| 4   |       | Aranzazu Díaz Sanz            | ESP  |     | 1 | 0 | 5 | 1    | 6       |
| 5   |       | Luis Javier Vallejo Fuertes   | ESP  |     | 1 | 0 | 2 | 1    | 3       |

## CA Casco Antiguo Navarra
| Nr. | Titel | Name                        | Land | Elo | G | R | V | Pkt. | Partien |
| --- | ----- | --------------------------- | ---- | --- | - | - | - | ---- | ------- |
| 1   |       | Pablo Juan Del Rio Mayayo   | ESP  |     | 1 | 1 | 5 | 1,5  | 7       |
| 2   |       | José María Muruzabal Samper | ESP  |     | 3 | 1 | 4 | 3,5  | 8       |
| 3   |       | José Manuel Redin Miqueleiz | ESP  |     | 1 | 2 | 5 | 2    | 8       |
| 4   |       | Santiago Karasusan Izcue    | ESP  |     | 5 | 2 | 1 | 6    | 8       |
| 5   |       | Antonio Lisarri Tomás       | ESP  |     | 1 | 0 | 0 | 1    | 1       |

## CA Alfonso X El Sabio
| Nr. | Titel | Name                         | Land | Elo | G | R | V | Pkt. | Partien |
| --- | ----- | ---------------------------- | ---- | --- | - | - | - | ---- | ------- |
| 1   |       | Eliseo Chacon Vera           | ESP  |     | 0 | 2 | 5 | 1    | 7       |
| 2   |       | José Muelas Cerezuela        | ESP  |     | 0 | 2 | 3 | 1    | 5       |
| 3   |       | Juan Francisco Morales López | ESP  |     | 3 | 1 | 2 | 3,5  | 6       |
| 4   |       | Pedro Ruíz García            | ESP  |     | 2 | 2 | 4 | 3    | 8       |
| 5   |       | Enrique Quintana Cifuentes   | ESP  |     | 5 | 1 | 0 | 5,5  | 6       |

## Círculo Ferrolán de Xadrez
| Nr. | Titel | Name                                  | Land | Elo | G | R | V | Pkt. | Partien |
| --- | ----- | ------------------------------------- | ---- | --- | - | - | - | ---- | ------- |
| 1   |       | José Larrosa Vila                     | ESP  |     | 1 | 3 | 2 | 2,5  | 6       |
| 2   |       | Diego Guerra Bastida                  | ESP  |     | 3 | 0 | 3 | 3    | 6       |
| 3   |       | Carlos Javier Permuy Lorenzo          | ESP  |     | 1 | 1 | 0 | 1,5  | 2       |
| 4   |       | César Justo                           | ESP  |     | 2 | 3 | 1 | 3,5  | 6       |
| 5   |       | Celso Francisco Goldaracena del Valle | ESP  |     | 1 | 1 | 4 | 1,5  | 6       |
| 6   |       | Julio Leira Paricio                   | ESP  |     | 1 | 1 | 4 | 1,5  | 6       |

## Club Cacereño de Ajedrez
| Nr. | Titel | Name                        | Land | Elo | G | R | V | Pkt. | Partien |
| --- | ----- | --------------------------- | ---- | --- | - | - | - | ---- | ------- |
| 1   |       | Luis Javier Andrada Andrada | ESP  |     | 5 | 1 | 2 | 5,5  | 8       |
| 2   |       | Enrique Gallardo Retortillo | ESP  |     | 2 | 3 | 3 | 3,5  | 8       |
| 3   |       | Miguel Cruz Franco          | ESP  |     | 0 | 3 | 2 | 1,5  | 5       |
| 4   |       | Raul Rivera Rodríguez       | ESP  |     | 1 | 3 | 3 | 2,5  | 7       |
| 5   |       | Juan Antonio Gil            | ESP  |     | 0 | 1 | 3 | 0,5  | 4       |

## CA Zamora
| Nr. | Titel | Name                          | Land | Elo | G | R | V | Pkt. | Partien |
| --- | ----- | ----------------------------- | ---- | --- | - | - | - | ---- | ------- |
| 1   |       | José Miguel Barrueco Martín   | ESP  |     | 4 | 0 | 2 | 4    | 6       |
| 2   |       | Luis Eugenio Barrueco Carbajo | ESP  |     | 1 | 1 | 4 | 1,5  | 6       |
| 3   |       | Pedro Calvo García            | ESP  |     | 2 | 2 | 3 | 3    | 7       |
| 4   |       | María Dolores Anton Escudero  | ESP  |     | 0 | 0 | 4 | 0    | 4       |
| 5   |       | Aurelio Anton Escudero        | ESP  |     | 1 | 0 | 2 | 1    | 3       |
| 6   |       | Julian Crespo Fajardo         | ESP  |     | 0 | 5 | 1 | 2,5  | 6       |

## CA Bolas de Plata Ceuta
| Nr. | Titel | Name                         | Land | Elo | G | R | V | Pkt. | Partien |
| --- | ----- | ---------------------------- | ---- | --- | - | - | - | ---- | ------- |
| 1   |       | Juan Luis Pareja Pérez       | ESP  |     | 2 | 1 | 4 | 2,5  | 7       |
| 2   |       | Miguel Ángel Lopez Sánchez   | ESP  |     | 1 | 1 | 5 | 1,5  | 7       |
| 3   |       | Francisco Rodriguez Aguilera | ESP  |     | 2 | 2 | 3 | 3    | 7       |
| 4   |       | Julio Díaz Arriado           | ESP  |     | 3 | 1 | 3 | 3,5  | 7       |
| 5   |       | Javier Porras Belarra        | ESP  |     | 0 | 1 | 3 | 0,5  | 4       |

## CA Hergauto Toledo
| Nr. | Titel | Name                        | Land | Elo | G | R | V | Pkt. | Partien |
| --- | ----- | --------------------------- | ---- | --- | - | - | - | ---- | ------- |
| 1   |       | Jesús Benayas Yepes         | ESP  |     | 0 | 1 | 0 | 0,5  | 1       |
| 2   |       | Miguel Ángel Alonso Cantero | ESP  |     | 1 | 3 | 4 | 2,5  | 8       |
| 3   |       | Jesús García                | ESP  |     | 3 | 0 | 5 | 3    | 8       |
| 4   |       | Antonio Ugarte de Rueda     | ESP  |     | 2 | 1 | 5 | 2,5  | 8       |
| 5   |       | Ángel Castellanos Pérez     | ESP  |     | 1 | 2 | 3 | 2    | 6       |
| 6   |       | José María Redondo Martín   | ESP  |     | 0 | 0 | 1 | 0    | 1       |